# 修女院
修女院是天主教會、信義宗、普世聖公宗等基督教宗派的女性修道人居住的地方或社群，在此她们可以不用生产、或與他人存有伴侶關係，以專事於祈禱或各種事工。中国的尼姑庵与此类似。修女院是和修道院同时产生。帕克米乌斯于320年代在底比斯组建男修道院时，他帮助他的妹妹玛丽建立了一座修女院, 兄妹俩建立的这两所修院院规一致。本篤在建造修道修院外, 也为女性成立了数座修女院, 这些修女院与男修道院同樣同守一个会规，由他的双胞胎妹妹思嘉主持一座修女院。西欧中世纪早期的修女院數量不算多。修女院的院长大都由捐建修女院的贵族的女儿担任。